# Rhinobatos hynnicephalus
Rhinobatos hynnicephalus is een vissensoort uit de familie van de vioolroggen (Rhinobatidae). De wetenschappelijke naam van de soort is voor het eerst geldig gepubliceerd in 1846 door Richardson.